# Зырин, Николай Георгиевич
Никола́й Гео́ргиевич Зы́рин (22 марта 1909, Ростов-на-Дону — 4 марта 1997, Москва) — советский и российский почвовед, доктор биологических наук (1968), основатель школы по проблемам загрязнения и почвенного мониторинга.

## Биография
Родился в многодетной семье 22 марта 1909 года в Ростове-на-Дону.
Среднее образование получил в гимназии в Оренбурге. После окончания гимназии работал учителем в сельской школе. В возрасте 17 лет поступил в Казанский университет. В 1930 году был переведён на почвенно-географический факультет МГУ. В 1935 году закончил МГУ. В 1938 году защитил кандидатскую диссертацию под руководством Евгения Петровича Троицкого по теме «Закономерности катионного обмена в почвах». В 1941 году вступил в ряды ополчения, после ранения и реабилитации вернулся в университет. В 1941—1942 года занимал должность декана, а в 1942—1954 годах был заместителем декана геолого-почвенного факультета. В 1968 году защитил докторскую диссертацию по теме «Узловые вопросы учения о микроэлементах в почвоведении». В 1969 году присвоено учёное звание профессора. В 1974 году организовал кафедру химии почв в МГУ и возглавлял её до 1980 года.
Умер 4 марта 1997 года в Москве, похоронен на Ваганьковском кладбище.

## Научные достижения
Занимался вопросами почвенной минералогии, разрабатывал физико-химические методы исследования почв. Совершенствовал методы спектрального анализа почв и растений. Исследовал проблемы распределения микроэлементов в системе «почва-растение». Заложил теоретические основы педохимии. Является основателем школы по проблемам загрязнения и почвенного мониторинга. Изучал вопросы взаимосвязи содержания микроэлементов в растениях и почвах . Был вице-президентом комиссии по химии почв при Международном обществе почвоведов. Являлся председателем диссертационного совета по специальности «почвоведение» при МГУ". Был организатором многих всесоюзных конференций по методам изучения микроэлементов. Под руководством Зырина защищено около 60 кандидатских диссертаций. Совместно с Никодимом Антоновичем Качинским принимал участие в организации почвенного стационара МГУ на Ленинских горах.
С 2003 года регулярно проводятся «Зыринские научные чтения»

## Награды
Награждён орденом Отечественной войны, медалями «За трудовую доблесть», «За оборону Москвы», «В память 800-летия Москвы», «За доблестный труд в ознаменование 100-летия со дня рождения, В. И. Ленина».

## Избранные публикации
Опубликовал более 200 научных работ, в том числе.
- Зырин Н. Г.,  Орлов Д. С. Физико-химические методы исследования почв. — М.: Издательство Московского Университета, 1964. — 348 с.
- Зырин  Н. Г., Орлов Д. С., Воробьева Л. А. Справочные и расчетные таблицы для физико-химических методов исследования почв. — М.: Издательство Московского Университета, 1965. — 334 с.
- Зырин  Н. Г., Обухов А. И., Белицина Г. Д. Методические указания по спектрографическому определению микроэлементов в почвах и золе растений. — М.: Издательство Московского Университета, 1971. — 105 с.
- Зырин  Н. Г., Обухов А. И. Спектральный анализ почв, растений и других биологических объектов. — М.: Издательство Московского Университета, 1977. — 334 с.